# معركة جورا

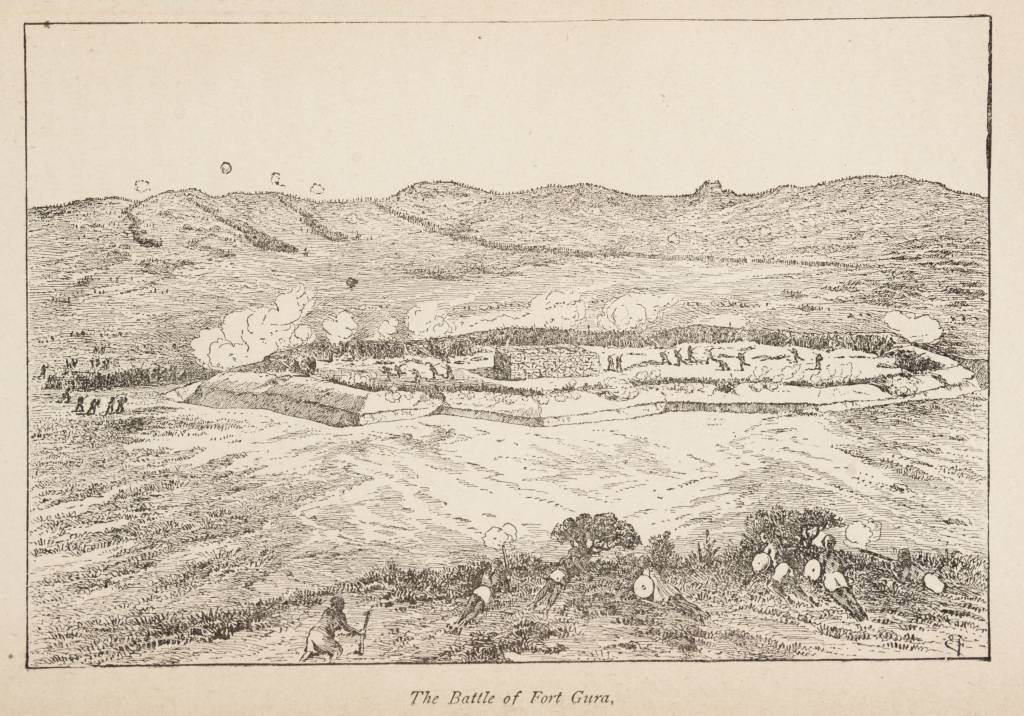

معركة جورا أو معركة قورع هي معركة فاصلة وقعت أثناء حملة الحبشة، في الفترة من 7 إلى 9 مارس 1876، بين إمبراطورية إثيوبيا ومصر الخديوية قرب مدينة جورا في إريتريا. أسفرت المعركة عن انتصار حاسم للجيش الإثيوبي ـ الذي تفوق عدديًا بشكل كاسح ـ على القوات المصرية الغازية. كان عدد جنود الجيش الإثيوبي المشارك في المعركة حوالي 100 ألف جندي، بينما لم يتعدَّ عدد جنود الجيش المصري 20 ألف جندي، تحت قيادة مرتزقة أوروبيين وأمريكيين.

## نتائج المعركة
انتهت حملة الحبشة بكارثة عسكرية في معركة جورا، ألقى المصريون اللوم بشأنها على الأمريكيين. فبينما حبذ راتب باشا البقاء في حصن جورا، سخر منه لورينغ متهمًا إياه بالجبن، مما دفعه إلى الموافقة على منازلة العدو في الوادي المفتوح لتقع الكارثة. وبينما عادت فلول الجيش المصري إلى الوطن، صدرت الأوامر للضباط الأمريكيين بالبقاء في مصوع حتى إشعار آخر، حيث قاسوا حر الصيف، ثم قضوا العامين التاليين في القاهرة معرضين للإذلال، حتى سُرحوا سنة 1878 لأسباب كان من بينها الأزمة المالية.